# Marcipa madegassa
Marcipa madegassa là một loài bướm đêm trong họ Erebidae.